# Fritze Bollmann
Johann Friedrich Andreas Bollmann, genannt Fritze Bollmann (* 5. Januar 1852 in Salbke, damals Landkreis Wanzleben, Provinz Sachsen; † 7. Mai 1901 in Brandenburg an der Havel) war ein Barbier in Brandenburg, der unfreiwillig von seiner Umgebung zum Original gemacht wurde.

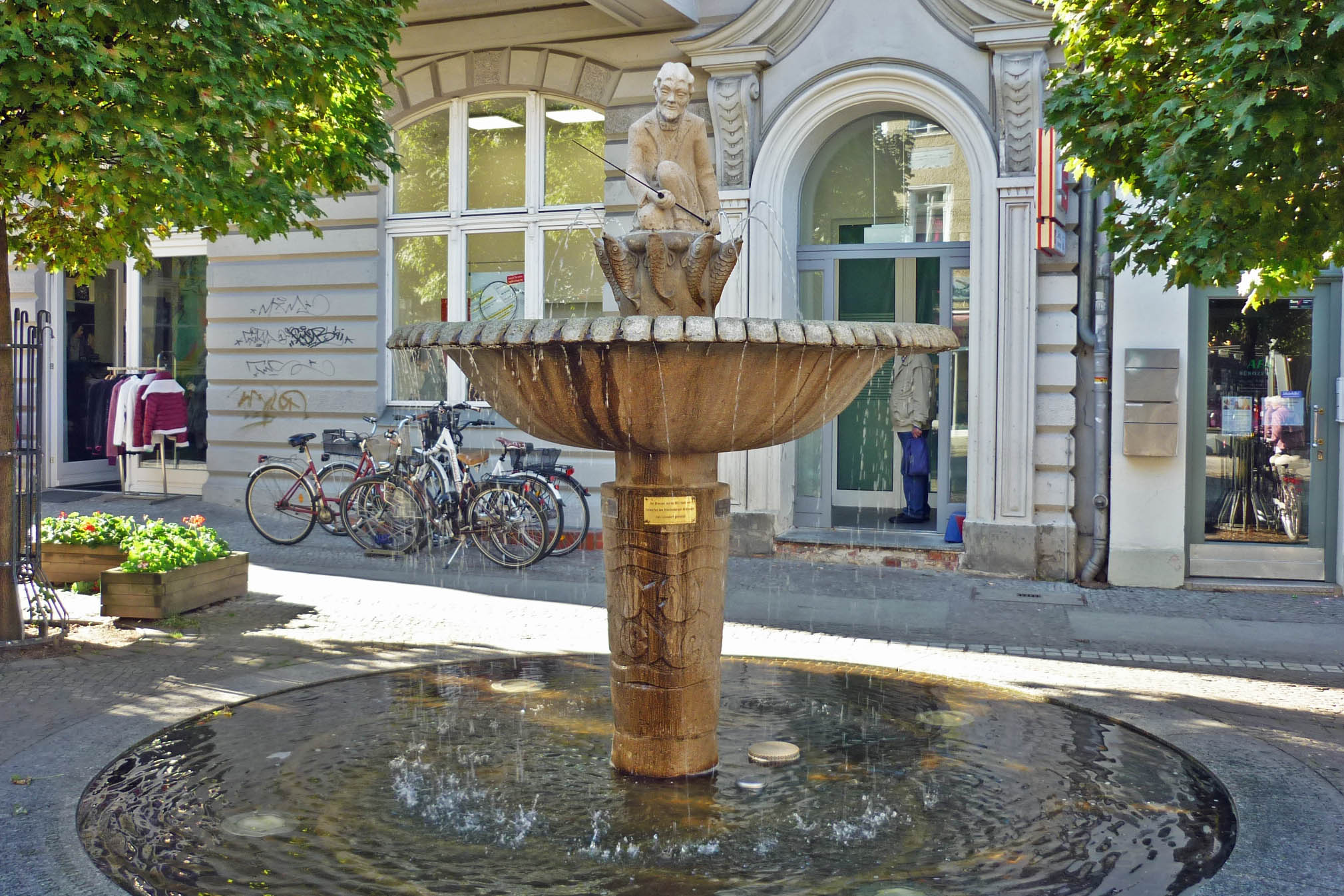
Schmuckbrunnen mit dem Brandenburger Original in der Stadt Brandenburg an der Havel, Aufnahme von 2013

## Leben
Johann  Bollmann war der Sohn des aus Salbke bei Magdeburg stammenden Leinewebers Johann Friedrich David Bollmann und dessen Groß-Otterslebener Frau Marie Sophie, geborene Mesenberg. Er erlernte den Beruf eines Barbiers. Zwischen 1875 und 1879 arbeitete er in Berlin, Ziesar und Fehrbellin. Nachdem Fritz Bollmann bereits 1875 als Gehilfe in einem Barbiergeschäft in Brandenburg an der Havel tätig gewesen war, kehrte er 1879 in die Stadt zurück. Von 1882 bis 1896 führte er in der Brandenburger Altstadt ein eigenes Barbiergeschäft, bediente aber auch Kunden in deren Wohnung. 
Um 1882 heiratete er, seine Frau brachte ein uneheliches Kind in die Ehe, weitere zehn Kinder wurden geboren, drei von ihnen erreichten das Erwachsenenalter. Bollmann geriet trotz flinker und fleißiger Arbeit in eine wirtschaftliche Notlage, die ihn zum Alkoholiker werden ließ. Der häufig betrunkene Bollmann wurde von Kindern verspottet und geärgert („Fritze“). Bollmann verstand den Kinderspaß nicht, er verfolgte die Kinder und bespritzte sie mit Rasierschaum. Da ihn niemand ernst nahm, wurde er zur Spottfigur von Brandenburg. Mehrere Wohnungswechsel ließen den Spott nicht verstummen. Bollmann starb verarmt im Städtischen Krankenhaus im Sekretariats- und Syndikatshaus am Altstädtischen Markt an Zungenkrebs. Sein Grab befindet sich auf dem Altstädter Friedhof in Brandenburg an der Havel.

## Das Lied von „Fritze Bollmann“
Beim Angeln im Domstreng, einem Nebenarm der Brandenburger Niederhavel an der Dominsel Brandenburg, stürzte Bollmann aus dem Kahn, was er seinen Kunden erzählte. Daraufhin dichteten die Kinder, die ihn ohnehin ärgerten, ein Spottlied auf ihn. Im Jahr 1885 erschien auf einer Postkarte eine erste Fassung des von ursprünglich zwei auf vier Strophen angewachsenen Liedes. Obwohl er ein Verbot des Vertriebs der Postkarte erwirkte, wurde das Spottlied nach der Melodie Bei Sedan auf der Höhe… weiterhin gesungen. Weitere Strophen wurden danach von Erwachsenen hinzugefügt.
Und in Brandenburg uff’n Beetzsee,

Ja da steht een Fischerkahn,

und darin sitzt Fritze Bollmann

mit dem janzen Angelkram.

Und darin sitzt Fritze Bollmann

mit dem janzen Angelkram.

Fritze Bollmann wollte angeln,

da fiel die Angel rin,

Fritze Bollmann wollt' se langen,

und da lag er selber drin.

Fritze Bollmann wollt' se langen,

und da lag er selber drin.

Fritze Bollmann schrie um Hilfe,

liebe Leute rettet mir,

denn ick bin ja Fritze Bollmann,

aus der Altstadt der Barbier.

Denn ick bin ja Fritze Bollmann,

aus der Altstadt der Barbier.

Nur die Angel ward jerettet,

Fritze Bollmann, der versuff,

und seitdem jeht Fritze Bollmann

uff’n Beetzsee nich mehr ruff.

Und seitdem jeht Fritze Bollmann

uff’n Beetzsee nich mehr ruff.

Fritze Bollmann kam in’n Himmel:

„Lieber Petrus laß mir durch,

denn ick bin ja Fritze Bollmann,

der Barbier aus Brandenburg.“

Denn ick bin ja Fritze Bollmann,

der Barbier aus Brandenburg.“

Und der Petrus ließ sich rühren

Fritze Bollmann, komm man rin!

Du kannst mir mal jleich balbieren,

„Komm man her, und seef mir in.“

Du kannst mir mal jleich balbieren,

„Komm man her, und seef mir in.“

Fritze Bollmann, der balbierte,

Petrus schrie: „Oh’ Schreck und Jraus,

du willst mir wohl massakrieren,

Det hält ja keen Deibel aus.“

Du willst mir wohl massakrieren,

Det hält ja keen Deibel aus.“

„Uff’ de jroße Himmelsleiter

kannste wieder runterjehn,

und balbier man unten weiter,

Ick laß mir’n Vollbart stehn.“

Und balbier man unten weiter,

Ick laß mir’n Vollbart stehn.“
 (aktuelle Variante) 
Interpretiert wurde dieses Lied unter anderen von Claire Waldoff, Harald Juhnke und Frank Zander.
Nach 1905/1906 erschienen Texterweiterungen und Varianten, die durch Wassersportler, Handwerksburschen, Soldaten und später durch Liederbücher und Musiker weiter verbreitet wurden. Noch immer wird es zu vielen Anlässen gesungen und es entstehen weiter neue Varianten. Es machte Bollmann zum bekannten Original, das als populäre Volksfigur auf Volksfesten nach wie vor auftritt.

## Ehrungen und Namensverwertungen

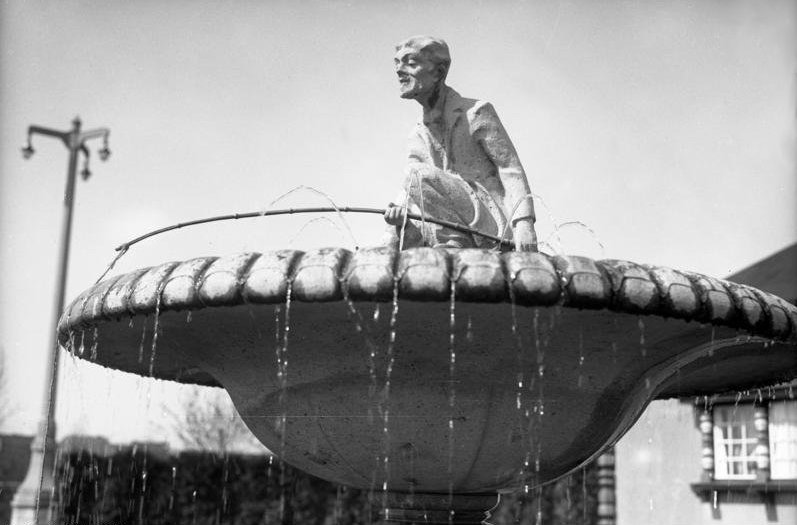
Fritze-Bollmann-Brunnen,
Aufnahme von 1924

- 1924 wurde in Brandenburg ein Angler-Brunnen des Brandenburger Bildhauers Carl Lühnsdorf errichtet, der im Volksmund Bollmann-Brunnen genannt wird. Er stand früher am Freibad Grillendamm und wurde 1981 als Kopie ins Stadtzentrum (Hauptstraße) umgesetzt.
- Der Vorstand des Städteanglerverbandes Brandenburg/Potsdam e. V. ehrt sein Andenken alle fünf Jahre mit dem Schmücken des Grabes und führt seit 1960 im Herbst ein Bollmann-Gedenkhegeangeln durch.
- In der Stadt Brandenburg an der Havel gibt es seit Jahrzehnten in der Nähe des Beetzsees einen Fritze-Bollmann-Weg. Seit den 1990er Jahren heißt ein Stichweg der Brandenburger Hauptstraße Bollmann-Passage. Weiterhin tragen in der Stadt zwei Gaststätten, ein Fanclub von Hertha BSC (OFC „Fritze Bollmann“), seit 2003 ein Jugend-Wettbewerb des Handballvereins SV 63 Brandenburg-West (Bollmann-Cup) sowie ein Verlag der Anglerverbände Brandenburgs („Fritze Bollmann“ Verlags-, EDV- und Vertriebsgesellschaft mbH) in Brunne seinen Namen.
- Von 2003 bis 2007 veranstalteten der SKB Stadtkanal Brandenburg und der Initiator Thomas Krüger in Kooperation mit André Eckhardt den Preis „Der Goldene Bollmann“ in Form einer Statuette an verdienstvolle, ehrenamtlich und uneigennützig tätige Bürger in den Kategorien Soziales Engagement; Kinder, Jugend und Bildung; Kultur und Wissenschaft; Wirtschaft sowie Sport.
- Nordöstlich von Brandenburg an der Havel liegt am Beetzsee der Päwesiner Ortsteil Bollmannsruh, der an der Stelle einer früheren Ziegelei entstand und 1927 seinen Namen nach Bollmann erhielt, obwohl er mit diesem Ort nichts zu tun hatte.[2] Es gibt ein Hotel, eine Kinder-, Jugend- und Bildungsstätte des Humanistischen Regionalverband Brandenburg/Belzig und eine Segelschule.
- Der Komponist Wilhelm Lindemann, von dem noch Kompositionen populär sind (Trink, trink, Brüderlein trink), legte sich in den 1920er Jahren das Pseudonym Fritze Bollmann zu.
- Die Stadt Magdeburg, zu der Bollmanns Geburtsort Salbke gehört, benannte 2002 nach ihm eine Straße (Fritze-Bollmann-Straße).
- Fritz, der Jugendsender des Rundfunk Berlin Brandenburg, hatte bis 2007 eine Sendung mit dem Namen Bollmann im Programm, deren Bestandteil unter anderem ein Hörertalk mit aktuellen Themen war.